# Konin Żagański

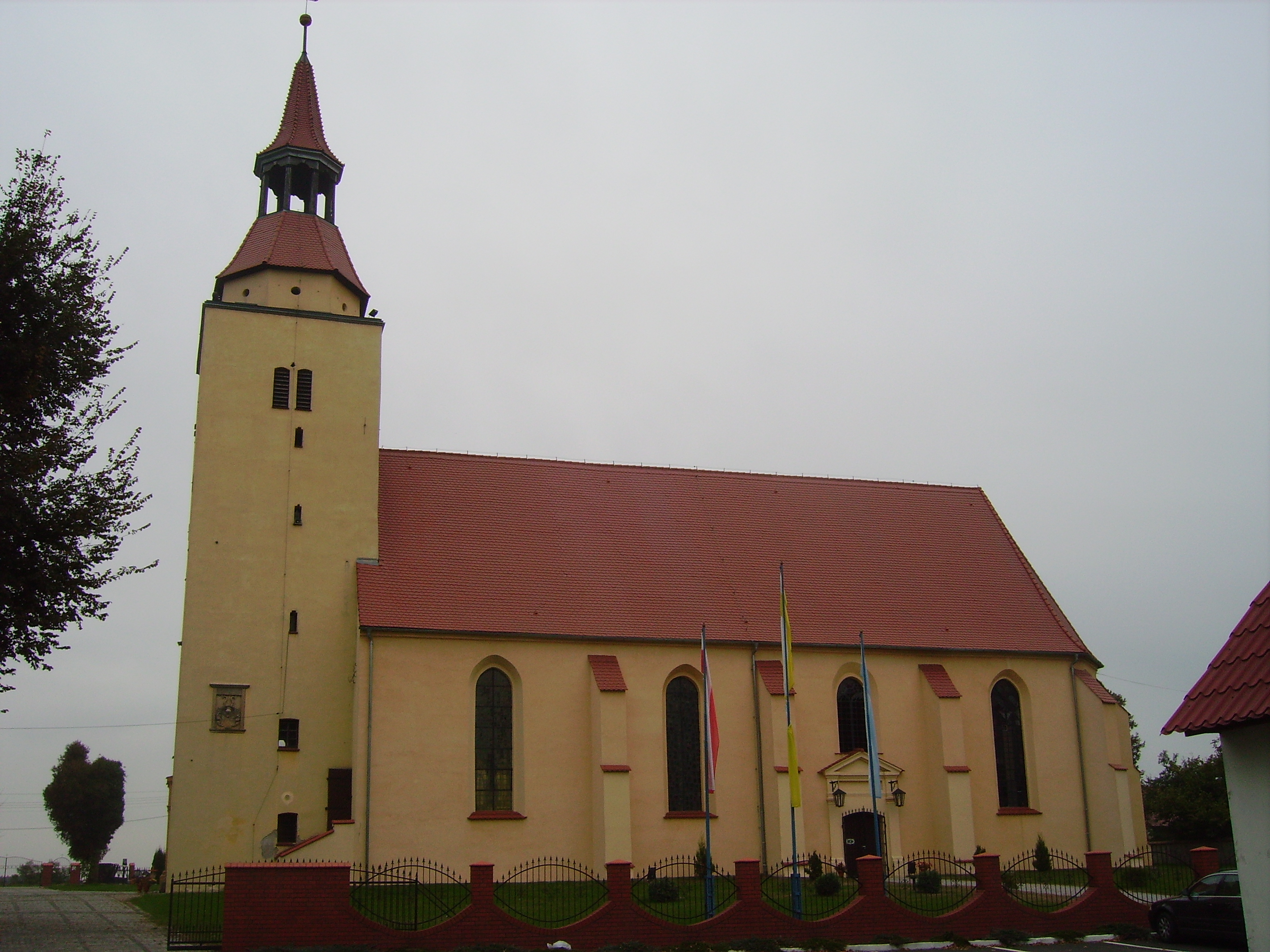
St.-Bartholomäus-Kirche in Konin Żagański

Konin Żagański (deutsch Kunau) ist ein Dorf in der ist Stadt- und Landgemeinde Iłowa im Powiat Żagański der Woiwodschaft Lebus in Polen. 
Konin Żagański liegt fünf Kilometer nördlich von Iłowa (Halbau)  und 12 Kilometer südwestlich von Żagań (Sagan).
Im Jahre 2021 hatte das Dorf 640 Einwohner.

## Geschichte
Anfang des Zweiten Weltkrieges wurde in Kunau ein Durchgangslager gegründet, das ein Teil des  Kriegsgefangenenlagers Sagan war. Sehenswert in Konin Żagański ist u. a. die St.-Bartholomäus-Kirche aus dem 16. Jahrhundert. Es ist ein gotischer Bau,  der unter Denkmalschutz steht.